# Monterongriffoli
Monterongriffoli è una località del comune italiano di Montalcino, nella provincia di Siena, in Toscana. 
Il borgo dista circa 3 km da San Giovanni d'Asso ed è raggiungibile tramite una strada a sterro che si dirama dalla strada provinciale 14 Traversa dei Monti nel tratto verso Torrenieri. Conta circa 10 abitanti.

## Storia
Il borgo, citato per la prima volta in un documento del 1208, rientrava all'interno della giurisdizione della pieve di San Pietro a Pava.
Il 2 giugno 1777 entrò in vigore il Regolamento particolare con cui le comunità di San Giovanni d'Asso, Lucignano d'Asso, Monterongriffoli e Vergelle vennero riunite, per volere del granduca di Toscana Pietro Leopoldo, dal punto di vista economico, sociale e amministrativo. Nel 2017 fu accorpato a Montalcino.

## Monumenti e luoghi d'interesse
L'abitato si articola lungo una strada principale, in curva, che al suo terminare si allarga formando una piazza, sulla quale si affaccia l'antico palazzo padronale, caratterizzato, sul lato verso la campagna, da una loggiato tamponato.

### Chiesa di San Lorenzo
La chiesa principale del paese è dedicata a san Lorenzo diacono e martire ed è sede dell'omonima parrocchia. Costruita tra il XIII e il XIV secolo, venne radicalmente restaurata in stile barocco e riconsacrata nel 1781. Al suo interno vi sono tre altari, in stucco dipinto a finto marmo; sull'altare maggiore vi è una copia del polittico ascrivibile alla scuola di Duccio di Buoninsegna Madonna col Bambino fra i Santi Agostino, Leonardo, Marcellino e Lorenzo, attualmente nel Museo diocesano d'arte sacra di Pienza.

### Castelletto Accarigi
Castelletto Accarigi è situato lungo la strada a sterro che unisce Monterongriffoli con la strada provinciale 14 Traversa dei Monti, su un poggio lungo la riva destra del torrente Asso. Già di proprietà della famiglia Piccolomini, successivamente venne acquisito dai Marsili per poi passare agli Accarigi di Venezia, loro parenti, dai quali attualmente prende il nome.
Il complesso si articola in più costruzioni, delle quali la più antica risale alla fine del XIII secolo, caratterizzata da un muro di sostegno a scarpa e dai resti, ancora in parte visibili, di piombatoi. Lungo il viale d'ingresso si trova la cappella di San Girolamo, costruita tra il 1629 e il 1639, a navata unica di due campate con volta a crociera, sul cui altare è ospitato il dipinto di Astolfo Petrazzi San Girolamo, risalente alla prima metà del XVII secolo.